# Aeropuerto Kazi Nazrul
El aeropuerto Kazi Nazrul Islam (IATA: RDP, OACI: VEDG), es un aeropuerto totalmente nuevo ubicado en Andal, Paschim Bardhaman, Bengala Occidental, India. Lleva el nombre del poeta bengalí Kazi Nazrul Islam y sirve a la ciudad gemela de Durgapur y Asansol. El aeropuerto está a unos 15 km de la terminal de autobuses del centro de la ciudad de Durgapur y a 25 km de la terminal de autobuses de la ciudad de Asansol y es un proyecto de Bengal Aerotropolis Projects Limited (BAPL).
El interior del aeropuerto comprende las ciudades de Bardhaman, Bankura, Bishnupur, Purulia, Sainthia, Suri, Bolpur, Rampurhat en Bengala Occidental y Dhanbad y Bokaro en Jharkhand. Es parte de la primera Aerotropolis del sector privado del país, desarrollada por Bengal Aerotropolis Projects Limited (BAPL). El aeropuerto fue inaugurado oficialmente el 19 de septiembre de 2013 por la ministra principal de Bengala Occidental, Mamata Banerjee. El aeropuerto Kazi Nazrul Islam como movimiento de pasajeros para el año 2018-2019 es el tercer aeropuerto más transitado de Bengala Occidental y el 61.er aeropuerto más transitado de la India.
El proyecto fue concebido en 2006-07 durante el gobierno del Frente de Izquierda. La construcción del aeropuerto se completó en 2013. Pero debido a varias razones, el aeropuerto recibió la autorización operativa final del regulador de aviación DGCA el 24 de abril de 2015. Los vuelos comerciales regulares comenzaron a partir de 2015.

## Commencement Del aeropuerto
El 10 de mayo de 2015, el primer ministro Narendra Modi se convirtió en el primer pasajero en utilizar el nuevo aeropuerto cuando voló a Delhi, a bordo de un avión VIP Boeing 737 de la Fuerza Aérea India, incluso antes de que las aerolíneas comerciales comenzaran su servicio regular desde el aeropuerto. La operación comercial programada comenzó el 18 de mayo de 2015. Otra aerolínea, Zoom Air, también inició vuelos en la ruta Delhi - Durgapur - Kolkata pero después de tres meses detuvo su vuelo por falta de pasajeros. Finalmente, el aeropuerto ganó popularidad en 2018 con conexiones a Delhi e Hyderabad por Air India y a los destinos de Mumbai y Chennai en octubre de 2019 por SpiceJet.
El aeropuerto se ha construido en más de 650 acres (se puede ampliar más en el futuro) a un costo de 6 mil millones de rupias. El aeropuerto tiene un 70% de espacios verdes abiertos para facilitar un ambiente verde fresco dentro del área del aeropuerto.

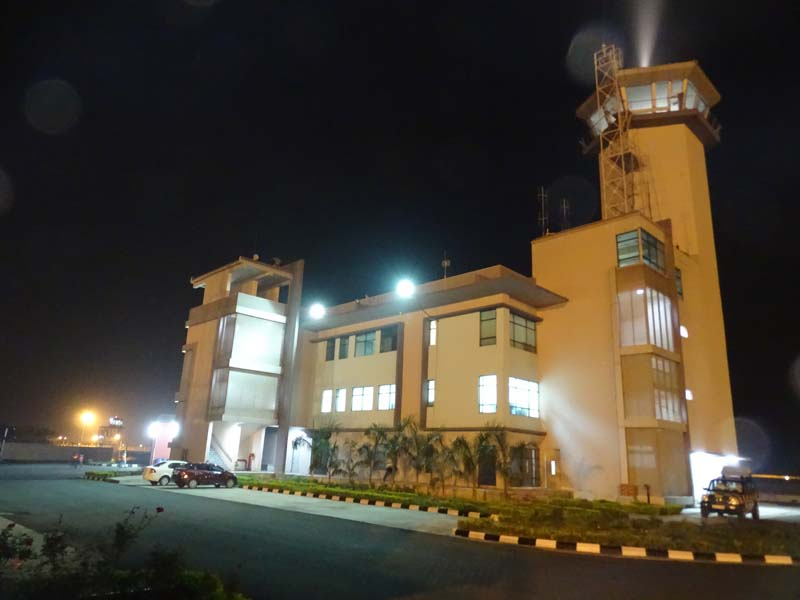
Control de tráfico aéreo

El edificio de la terminal de pasajeros de 5.750 metros cuadrados tiene una capacidad de 1 millón de pasajeros por año y se puede ampliar en el futuro a una capacidad de 2,5 millones por año. Cuenta con seis mostradores de facturación con equipo Terminal de Uso Común (CUTE) en la sala de embarque y dos cintas transportadoras de equipaje en la sala de llegadas. El aeropuerto está equipado con capacidad de extinción de incendios y salvamento de categoría VI.

Vuelo de Air India desde Durgapur a Delhi

La pista de aterrizaje del aeropuerto de 2.800 metros (que se puede ampliar hasta 3.315 metros) está equipada con un sistema de aterrizaje por instrumentos (ILS) CAT I y puede manejar aviones de fuselaje estrecho como Airbus A320 y Boeing 737. La plataforma del aeropuerto tiene cuatro puestos de estacionamiento y un helipuerto.

Los siguientes aeropuertos están conectados con otras ciudades por aerolíneas:
1. Índigo: Ahmedabad, Bangalore, Delhi, Guwahati, Hyderabad
2. Spice Jet: Bangalore, Chennai, Delhi, Hyderabad, Mumbai, Pune